# سامانثا غوردون
سامانثا غوردون (بالإنجليزية: Samantha Gordon)‏ هي لاعبة كرة قدم أمريكية أمريكية، ولدت في 15 فبراير 2003 في سولت ليك في الولايات المتحدة.